# Algèbre simple
En mathématiques, une algèbre (unitaire associative) sur un corps commutatif est dite simple si son anneau sous-jacent est simple, c'est-à-dire s'il n'admet pas d'idéal bilatère autre que {0} et lui-même, et si de plus il n'est pas réduit à 0. Si A est un anneau simple, alors son centre est un corps commutatif K, et en considérant A comme une algèbre sur K, alors A est une algèbre simple sur K.
Par la suite, on désigne par K un corps commutatif, et toute algèbre sur K est supposée être de dimension finie sur K

## Algèbre centrale simple
Une algèbre sur K est dite centrale si elle n'est pas réduite à 0 et si son centre est son sous-anneau K.1.
Soit A une algèbre simple sur K. Alors le centre de A est un surcorps (commutatif) Z de K, A peut être considérée comme une algèbre sur Z, et A est une algèbre simple centrale (en) sur Z. Ainsi, une partie de l'étude des algèbres simples sur un corps commutatif se ramène à l'étude des algèbres centrales simples sur un corps commutatif.
On va ici étudier les algèbres simples centrales (ou algèbres centrales simples) sur K.
Exemples
- K est une algèbre simple centrale sur K.
- Pour tout entier n ≥ 1, l'algèbre Mn(K) des matrices carrée est une algèbre simple centrale.
- Une K-algèbre (associative) à division[1] centrale (de dimension finie) est une algèbre simple centrale. Ces algèbres sont les surcorps D de K dont le centre est K et qui sont de dimension finie sur K.
- Soit D une algèbre à division centrale sur K. Alors, pour tout entier n ≥ 1, l'algèbre Mn(D) des matrices carrées d'ordre n sur D est une algèbre simple centrale sur K. Plus intrinsèquement, pour tout espace vectoriel E de dimension finie sur D, l'algèbre End(E) des endomorphismes de E est une algèbre simple centrale sur K.

On dit qu'une algèbre simple centrale sur K est déployée (split en anglais) s'il existe un entier n ≥ 1 tel que A est isomorphe à l'algèbre Mn(K) des matrices carrée d'ordre n.
Soit A une algèbre sur K. Il est équivalent de dire que:
- A est une algèbre simple centrale sur K ;
- A est isomorphe à Mn(D), où n ≥ 1 et D est une algèbre à division centrale sur K ;
- A est isomorphe à l'algèbre End(E) des endomorphismes de E, où E est un espace vectoriel de dimension finie non nulle sur D, où D est une algèbre à division centrale sur K.

Soient D et D' des algèbres à divisions centrales sur K, n et n' des entiers ≥ 1. Pour que les algèbre Mn(D) et Mn'(D') soient isomorphes, il faut et il suffit que n = n' et que les algèbre D et D' soient isomorphes.
Soit E et E' des espaces vectoriels de dimensions finies non nulles sur D et D' respectivement. Pour que les algèbres EndD(E) et EndD'(E') sur K soient isomorphes, il faut et il suffit que les corps algèbre D et D' sur K soient isomorphes et que les dimensions de E et E' soient égales.
La classification des algèbres simples centrales sur K se réduit donc à la classification des algèbres à division centrales sur K.
Soit A une algèbre simple centrale et M un module de type fini sur A. Alors la K-algèbre des endomorphismes de M est une algèbre simple centrale sur K.

## Exemples d'algèbres simples centrales sur certains corps commutatifs
- Sur le corps R des nombres réels, les algèbres simples centrales sont, à isomorphisme près, les suivantes : les algèbres de la forme Mn(R) et de la forme Mn(H), où H est le corps des quaternions. Plus intrinsèquement, ce sont les algèbres des endomorphismes des espaces vectoriels réels et quaternioniens de dimensions finies non nulles.
- Si K est un corps algébriquement clos (par exemple si K est le corps C des nombres complexes) ou si K est un corps fini, les algèbres simples centrales sont, à isomorphismes près, celles de la forme Mn(K).

## Propriétés des algèbres simples centrales
Les algèbres simples centrales sur K jouissent de plusieurs propriétés remarquables.
- L'algèbre opposée d'une algèbre simple centrale sur K est une algèbre simple centrale.
- Le produit tensoriel de deux (ou plus généralement d'une famille finie) d'algèbres simples centrales sur K est une algèbre simple centrale.
- Si L est un surcorps commutatif de K, alors l'algèbre L ⊗K A sur L déduite de A par extension des scalaires de K à L est une algèbre simple centrale.

## Théorème deSkolem-Noether
Soient A une algèbre simple centrale sur K et B une algèbre simple sur K. Quels que soient les homorphismes (unitaires) f et g de A dans B, il existe un élément inversible b de B tel que g(x) = bf(x)b−1, pour tout élément x de A (f et g sont donc conjugués).
En particulier, tout automorphisme de A est un automorphisme intérieur de A, c'est-à-dire qu'il est de la forme x ↦ axa−1, où a est un élément inversible de A, et cet automorphisme est alors noté Inta. L'application a ↦ Inta du groupe A* des éléments inversibles de A dans le groupe AutK(A) des automorphismes de K-algèbre A est surjectif, et son noyau est le groupe K* des scalaires non nuls de K, et on obtient ainsi un isomorphisme de groupes de A* /K* sur AutK(A).
Soit D une algèbre à division centrale sur K et E un espace vectoriel de dimension finie n sur K. Alors le groupe des éléments inversibles de End(E) est le groupe linéaire GL(E) de E, et l'application f ↦ Intf de GL(E) dans AutK(End(E)) est un homomorphisme surjectif de noyau K, et on obtient ainsi un isomorphisme de GL(E)/K* sur AutK(End(E)). Si n ≥ 2, alors le groupe GL(E)/K* est canoniquement isomorphe au groupe projectif de l’espace projectif P(E).

## Degré d'une algèbre simple centrale
Soit A une algèbre simple centrale sur K. Alors la dimension de A sur K est un carré d2, et on appelle degré de A l'entier naturel d.

## Corps neutralisant
Soient A une algèbre simple centrale sur K et d le degré de A. Il existe un surcorps commutatif L de K tel que la L-algèbre simple centrale L ⊗K A sur L déduite de A par extension des scalaires de K à L est déployée, c'est-à-dire isomorphe à Md(L), et on dit qu'un tel surcorps L de K est un corps neutralisant ou un corps de déploiement de A.
Exemples
- Si A est déployée, alors K est un corps neutralisant de A.
- Tout surcorps algébriquement clos de L (une clôture algébrique de K par exemple) est un corps neutralisant de A. Par exemple, si K est le corps R des nombres réels, C est un corps neutralisant de A.

Il existe un corps neutralisant L de A tel que la dimension de L est finie, et tel que L (considéré comme extension de K) est galoisienne.
Soit D une algèbre à division centrale sur K. Alors il existe un élément maximal L pour la relation d'inclusion de l'ensemble des sous-corps de D qui sont commutatifs. Alors L est un corps neutralisant de D, et plus généralement de Mn(D). Donc, pour tout espace vectoriel E de dimension finie sur D, L est un corps neutralisant de End(E).

## Trace réduite et norme réduite
À un élément d'une algèbre simple centrale, on peut associer des scalaires qui généralisent la trace, le déterminant, et un polynôme qui généralise le polynôme caractéristique, des matrices carrées et des endomorphismes d'espaces vectoriels sur un corps commutatif.
Soient A une algèbre simple centrale sur K, d le degré de A, L un corps neutralisant de A et B = L ⊗K A la L-algèbre simple centrale déduite de A par extension des scalaires de K à L. Pour tout élément x de A et pour tout isomorphisme de L-algèbres h de B sur Md(L), le trace, le déterminant et le polynôme caractéristique de la matrice h(1 ⊗ x) de Md(L) ne dépendent que de A et de x (et non pas de L ou de h), et on les appelle trace réduite, norme réduite et polynôme caractéristique réduit de x dans A (sur K), et on les note TrdA/K(x), NrdA/K(x) et PrdA/K(x) respectivement.
Par exemple, si A = Md(K) ou A = EndK(E), où E est un espace vectoriel de dimension finie non nul sur K, le trace réduite, la norme réduite et le polynôme caractéristique réduit d'un élément de A ne sont autres que sa trace, son déterminant et son polynôme caractéristique.
En général :
- La fonction x ↦ TrdA/K(x) de A dans K est une forme linéaire non identiquement nulle sur l'espace vectoriel A.
- Quels que soient les éléments a et b de A, on a NrdA/K(ab) = NrdA/K(a)NrdA/K(b).
- Pour qu'un élément a de A soit inversible dans A, il faut et il suffit que NrdA/K(a) soit non nul.
- La fonction x ↦ NrdA/K(x) du groupe A* des éléments inversibles de A dans K* est un homomorphisme de groupes, non nécessairement surjectif. (Il est surjectif si A est déployé.)
- Pour tout élément a de A et pour tout élément k de K, on a NrdA/K(ka) = kdNrdA/K(a).
- Si le corps K est infini, alors la fonction x ↦ NrdA/K(x) de A dans K est une fonction polynomiale homogène de degré d.
- Le degré du polynôme caractéristique d'un élément de a de A est égal à d, la trace réduite de a est le coefficient de Xn – 1 et la norme réduite de a est le terme constant, multiplié par (–1)d.

### Trace et déterminant d'un endomorphisme d'un espace vectoriel quaternionnien
Soit E un espace vectoriel de dimension finie n sur le corps H des quaternions. Alors le degré de A = EndH(E) est 2d. Par restriction des scalaires, on peut considérer E comme un espace vectoriel complexe E0, et alors EndH(E) est une sous-algèbre unitaire réelle de l'algèbre simple centrale complexe EndC(E0). Pour tout endomorphisme f de E, la trace réduite, la norme réduite et le polynôme caractéristique réduit de l'élément f de A n'est autre que la trace, la norme[réf. nécessaire] et le polynôme caractéristique de l'élément f de EndC(E0).
Soit f un endomorphisme de E. On appelle trace de f et on note Tr f la trace réduite de f, divisée par 2. La norme réduite de f est un nombre réel positif ou nul[réf. nécessaire], et on appelle alors déterminant de f et on note det f la racine carrée de la norme réduite de f.